# AEX

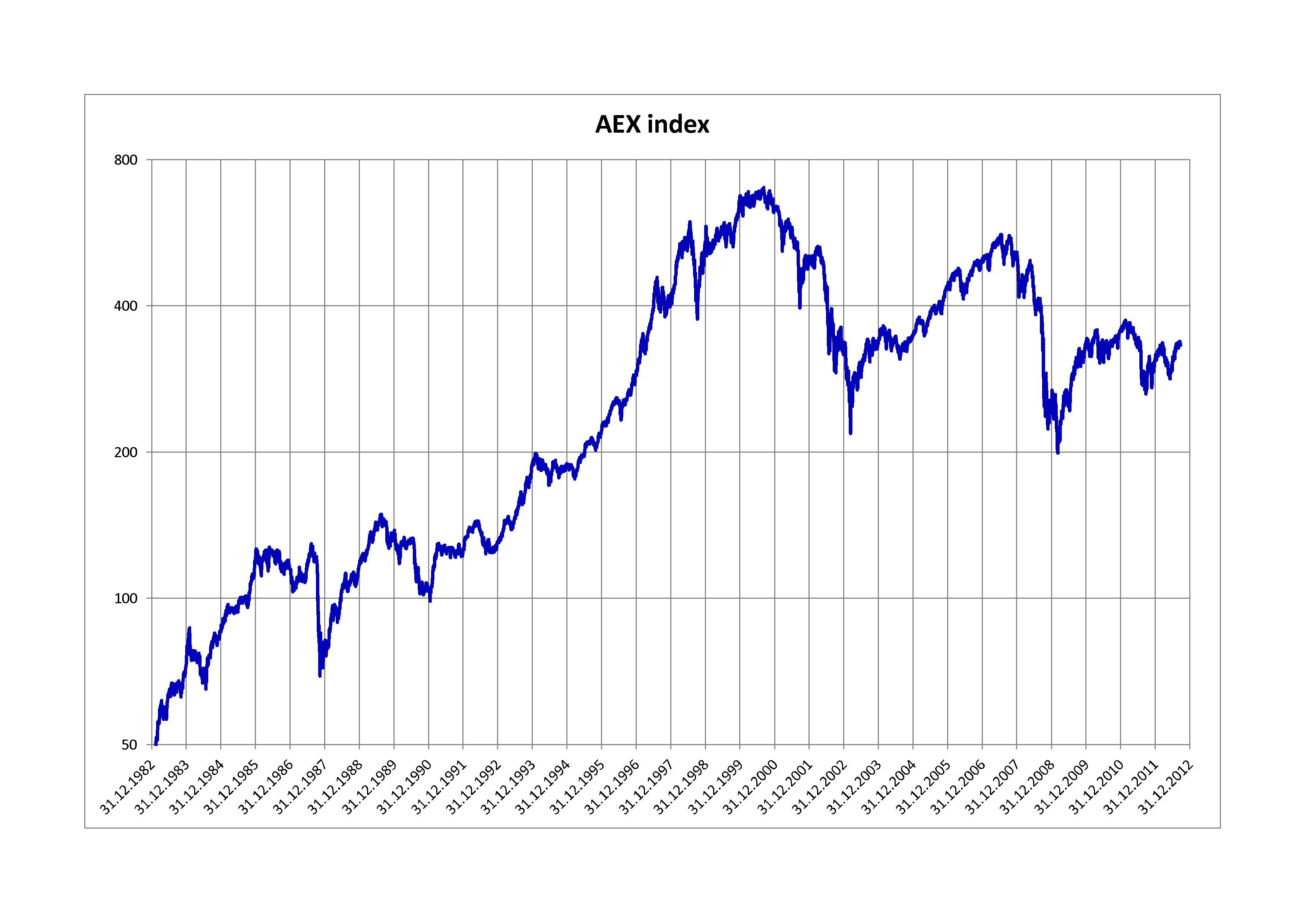
Rendiment AEX entre 1982 i 2012

L'AEX, (derivat d'Amsterdam Exchange índex), és un índex borsari compost per empreses neerlandeses que cotitzen a la borsa NYSE Euronext d'Amsterdam, antigament coneguda com la Borsa d'Amsterdam. Iniciat el 1983, l'índex es compon d'un màxim de 25 dels títols més negociats a la borsa. És un dels principals índexs nacionals del grup borsari NYSE Euronext juntament amb el BEL20 de Brussel·les, el de París CAC 40 i el de Lisboa PSI-20.
Aquest índex té una base de 45,83 punts referits a 3 de gener de 1983. Els valors ponderen pel criteri de capitalització, encara que tenen en compte el nivell de free float. Aquest índex es revisa anualment basant-se en el volum negociat, el primer dia laborable de març. Un valor només pot tenir un 10% de pes (en el dia de la revisió anual). Les sessions es desenvolupen de dilluns a divendres.

## Composició
Les 25 companyies que componen l'índex segons l'última revisió anual de març de 2010 són les següents:
| Companyia         | ICB Sector                                  | Símbol          | Pes en l'índex (%) |
| ----------------- | ------------------------------------------- | --------------- | ------------------ |
| Aegon             | Asseguradora                                | Euronext: AGN   | 2.7                |
| Ahold             | Alimentació al detall                       | Euronext : AH   | 4.1                |
| Air France-KLM    | Aerolínia                                   | Euronext: AF    | 0.9                |
| AkzoNobel         | Química especialitzada i pintura decorativa | Euronext: AKZA  | 3.3                |
| ArcelorMittal     | Acer                                        | Euronext: MT    | 9.0                |
| ASML              | Semiconductors                              | Euronext: ASML  | 3.7                |
| BAM Group         | Construcció                                 | Euronext: BAMNB | 0.3                |
| Boskalis          | Construcció                                 | Euronext: BOKA  | 0.6                |
| Corio             | Béns immobles                               | Euronext: CORA  | 1.3                |
| DSM               | Química especialitzada                      | Euronext: DSM   | 1.8                |
| Fugro             | Equips petrolífers i serveis                | Euronext: FUR   | 1.1                |
| Heineken          | Begudes                                     | Euronext: HEIA  | 3.4                |
| ING Group         | Asseguradora                                | Euronext: INGA  | 9.9                |
| KPN               | Telefonia fixa                              | Euronext: KPN   | 7.1                |
| Philips           | Electrònica de consum                       | Euronext: PHIA  | 8.0                |
| Randstad Holding  | Agències d'ocupació                         | Euronext: RAND  | 1.3                |
| Reed Elsevier     | Publicitat                                  | Euronext: REN   | 2.2                |
| Royal Dutch Shell | Petroli i gas                               | Euronext: RDSA  | 15.0               |
| SBM Offshore      | Equips petrolífers i serveis                | Euronext: SBMO  | 0.8                |
| TNT               | Paqueteria                                  | Euronext: TNT   | 2.7                |
| TomTom            | Equips de telecomunicacions                 | Euronext: TOM2  | 0.2                |
| Unibail-Rodamco   | Immobiliària                                | Euronext: ULA   | 5.0                |
| Unilever          | Alimentació                                 | Euronext: UNA   | 13.6               |
| Wereldhave        | Immobiliària                                | Euronext: WHA   | 0.5                |
| Wolters Kluwer    | Publicitat                                  | Euronext: WKL   | 1.6                |